# Semyel Bissig
Semyel Bissig (* 19. Januar 1998) ist ein Schweizer Skirennfahrer. Er gehört aktuell dem B-Kader von Swiss-Ski an und startet in allen Disziplinen. Seine ältere Schwester Carole war ebenfalls als Skirennfahrerin aktiv.

## Biografie
Semyel Bissig stammt aus Wolfenschiessen im Kanton Nidwalden und startet für den SC Beckenried-Klewenalp. Einen seiner ersten Erfolge feierte er 2014 als U16-Doppelsieger in Slalom und Riesenslalom beim prestigeträchtigen Trofeo Topolino.
Bissig bestritt im Alter von 16 Jahren in Davos sein erstes FIS-Rennen. Im März 2017 nahm er in Åre erstmals an Juniorenweltmeisterschaften teil und startete in allen Disziplinen. Im Super-G gewann er die Bronzemedaille, in der Kombination verpasste er eine weitere Medaille als Vierter nur knapp. Ein Jahr später in Davos musste er sich in der Kombination nur seinem Teamkollegen Marco Odermatt geschlagen geben und gewann Silber. Als Vierter der Abfahrt und Fünfter des Slaloms lag er zweimal knapp ausserhalb der Medaillenränge. Mit der Mannschaft gewann er die Goldmedaille. Bei seiner letzten JWM im Fassatal konnte er nicht ganz an diese Leistungen anknüpfen und erreichte als bestes Ergebnis einen fünften Rang im Slalom.
Im Januar 2016 gab Bissig im Riesenslalom von Zuoz sein Europacup-Debüt. Die ersten Platzierungen in den Punkterängen gelangen ihm knapp zwei Jahre später. Im Weltcup startete er erstmals am 12. November 2017 beim Slalom von Levi. Nach zweieinhalb Saisons ohne Start gewann er am 27. November 2020 mit Rang fünf im Parallelriesenslalom von Zürs seine erste Weltcup-Punkte. Am 21. Juli 2021 zog er sich beim Gletschertraining in Saas-Fee einen Kreuzbandriss im linken Knie zu.

## Erfolge

### Weltmeisterschaften
- Cortina d’Ampezzo 2021: 4. Mannschaftswettbewerb
- Courchevel/Méribel 2023: 5. Mannschaftswettbewerb

### Weltcup
- 1 Platzierung unter den besten zehn
- 1 Podestplatz in Mannschaftswettbewerben

### Weltcupwertungen
| Saison  | Gesamt | Gesamt | Riesenslalom | Riesenslalom | Parallel | Parallel |
| Saison  | Platz  | Punkte | Platz        | Punkte       | Platz    | Punkte   |
| ------- | ------ | ------ | ------------ | ------------ | -------- | -------- |
| 2020/21 | 75.    | 86     | 32.          | 41           | 5.       | 45       |
| 2022/23 | 121.   | 20     | 42.          | 20           | -        | -        |

### Europacup
- Saison 2019/20: 3. Kombinationswertung
- Saison 2019/20: 2. Riesenslalomwertung
- 1 Sieg:

| Datum           | Ort      | Land    | Disziplin    |
| --------------- | -------- | ------- | ------------ |
| 2. Februar 2021 | Folgaria | Italien | Riesenslalom |

### Juniorenweltmeisterschaften
- Åre 2017: 3. Super-G, 4. Kombination, 18. Riesenslalom, 21. Abfahrt
- Davos 2018: 2. Kombination, 4. Abfahrt, 5. Slalom, 10. Super-G
- Val di Fassa 2019: 5. Slalom, 11. Super-G, 13. Abfahrt

### Weitere Erfolge
- Schweizer Vizemeister im Riesenslalom 2020
- 3 Siege in FIS-Rennen